# The Specials
The Specials ist eine britische Skaband aus Coventry, die insbesondere in den späten 1970er- und frühen 1980er-Jahren in ihrem Heimatland sehr erfolgreich war.

## Geschichte
Die Gruppe wurde 1977 zunächst unter dem Namen „The (Coventry) Automatics“ gegründet, bevor sie sich 1978 umbenannte. Die Sänger der Band waren Terry Hall und Neville Staple. In einem von Arbeitslosigkeit und rassistischen Spannungen geprägten Großbritannien spielte die aus schwarzen und weißen Mitgliedern bestehende Formation eine Mischung aus Ska und Reggae. Ihre Musik erschien beim Plattenlabel 2 Tone Records von Bandmitglied Jerry Dammers. Das Label nahm später auch andere Ska-Bands wie The Selecter, Madness und The Beat unter Vertrag. Sein Markenzeichen waren schwarz-weiße Schachbrettmuster, die die antirassistische Einstellung dokumentieren sollten.
Wie kaum eine andere Ska-Band repräsentieren The Specials die überbordende Lebensfreude der zweiten britischen Ska-Welle (Dawning of a New Era) ebenso wie die dann allmählich einsetzende Ernüchterung angesichts zunehmend rechter, gewalttätiger Skinheads (Ghost Town). Letzterer Song erreicht als Single Platz 1 der britischen Charts und wurde über 400.000 mal verkauft.
Die Band trennte sich 1981. Terry Hall gründete mit Neville Staple die Band Fun Boy Three und trat später als Solokünstler auf. Jerry Dammers benannte die Specials in „The Special AKA“ um, die mit Nelson Mandela einen weiteren weltweiten Hit landeten.
Teile der Band treten noch heute unter dem Namen „The Specials“ auf. Zwischen April und Mai 2009 fanden Konzerte zum 30. Jahrestag der Bandgründungen statt.
Im Februar 2019 erschien auf Island Records das Album Encore. Es wurde von den Gründungsmitgliedern Terry Hall, Lynval Golding und Horace Panter zusammen mit dem dänischen Produzenten Nikolaj Torp Larsen eingespielt. Das Album erreichte Platz 1 in den britischen Charts, damit konnte die Band das erste Mal seit 1980 wieder ein Album mit einer Top-Platzierung in den britischen Albumcharts platzieren.
Sänger Terry Hall starb im Dezember 2022 an Bauchspeicheldrüsenkrebs.

## Diskografie

### Alben
| Jahr | Titel         | Höchstplatzierung, Gesamtwochen, AuszeichnungChartplatzierungen (Jahr, Titel, Platzierungen, Wochen, Auszeichnungen, Anmerkungen) | Höchstplatzierung, Gesamtwochen, AuszeichnungChartplatzierungen (Jahr, Titel, Platzierungen, Wochen, Auszeichnungen, Anmerkungen) | Höchstplatzierung, Gesamtwochen, AuszeichnungChartplatzierungen (Jahr, Titel, Platzierungen, Wochen, Auszeichnungen, Anmerkungen) | Höchstplatzierung, Gesamtwochen, AuszeichnungChartplatzierungen (Jahr, Titel, Platzierungen, Wochen, Auszeichnungen, Anmerkungen) | Anmerkungen                                             |
| Jahr | Titel         | DE | AT | UK | US | Anmerkungen                                             |
| ---- | ------------- | --- | --- | --- | --- | ------------------------------------------------------- |
| 1979 | Specials      | — | — | UK4 Platin · (48 Wo.)UK | US84 (21 Wo.)US | Erstveröffentlichung: 19. Oktober 1979                  |
| 1980 | More Specials | — | — | UK5 Gold · (20 Wo.)UK | US98 (5 Wo.)US | Erstveröffentlichung: 26. September 1980                |
| 1984 | In the Studio | — | — | UK34 (6 Wo.)UK | — | Erstveröffentlichung: 17. Juni 1984 als The Special AKA |
| 2015 | The Specials  | — | — | UK57 Silber · (4 Wo.)UK | — |                                                         |
| 2019 | Encore        | DE20 (3 Wo.)DE | — | UK1 Silber · (9 Wo.)UK | — | Erstveröffentlichung: 1. Februar 2019                   |

Weitere Studioalben
- 1993: King of Kings (mit Desmond Dekker)
- 1996: Today’s Specials
- 1998: Guilty ’Til Proved Innocent!
- 2000: Skinhead Girl
- 2001: The Conquering Ruler
- 2008: Ghost Town

### Livealben
- 1992: Live – Too Much Too Young
- 1992: Live at the Moonlight Club
- 1992: BBC Radio 1 Live In Concert (mit The Selecter)
- 1998: BBC Sessions
- 1999: Ghost Town ’Live’
- 1999: Live Too Much Too Young
- 2001: Greatest Hits Live
- 2009: 30th Anniversary Tour Live (Promo, als kostenlose Beilage der The Sunday Times)
- 2011: Aug 27th – Nov 3rd 2011 Paradiso Grote Zaal Amsterdam 14. September 2011 (2 CDs, limitiert)
- 2011: Aug 27th – Nov 3rd 2011 München Backstage 21. September 2011 (2 CDs, limitiert)
- 2011: Aug 27th – Nov 3rd 2011 Ricoh Arena Coventry 29. Oktober 2011 (2 CDs, limitiert)
- 2012: More … or Less. – The Specials Live
- 2014: Live 2014: The Tour Edition

### Kompilationen
| Jahr | Titel                   | Höchstplatzierung, Gesamtwochen, AuszeichnungChartplatzierungen (Jahr, Titel, Platzierungen, Wochen, Auszeichnungen, Anmerkungen) | Höchstplatzierung, Gesamtwochen, AuszeichnungChartplatzierungen (Jahr, Titel, Platzierungen, Wochen, Auszeichnungen, Anmerkungen) | Höchstplatzierung, Gesamtwochen, AuszeichnungChartplatzierungen (Jahr, Titel, Platzierungen, Wochen, Auszeichnungen, Anmerkungen) | Höchstplatzierung, Gesamtwochen, AuszeichnungChartplatzierungen (Jahr, Titel, Platzierungen, Wochen, Auszeichnungen, Anmerkungen) | Höchstplatzierung, Gesamtwochen, AuszeichnungChartplatzierungen (Jahr, Titel, Platzierungen, Wochen, Auszeichnungen, Anmerkungen) | Anmerkungen                              |
| Jahr | Titel                   | DE | AT | CH | UK | US | Anmerkungen                              |
| ---- | ----------------------- | --- | --- | --- | --- | --- | ---------------------------------------- |
| 1991 | The Specials Singles    | — | — | — | UK10 Gold · (9 Wo.)UK | — | Erstveröffentlichung: 12. September 1991 |
| 2008 | The Best Of             | — | — | — | UK26 (11 Wo.)UK | — | Erstveröffentlichung: 4. April 2008      |
| 2009 | Singles – Best Of       | — | — | — | UK73 Gold · (2 Wo.)UK | — |                                          |
| 2021 | Protest Songs 1924–2012 | DE47 (1 Wo.)DE | — | CH85 (1 Wo.)CH | UK2 (2 Wo.)UK | — | Erstveröffentlichung: 1. Oktober 2021    |

Weitere Kompilationen
- 1991: The Singles Collection
- 1995: The Best of Ska Live (mit The Selecter und Special Beat)
- 1996: Too Much Too Young
- 1996: Best Of
- 1996: Gold Collection (UK: Gold)
- 1998: Concrete Jungle (als Coventry Automatics AKA the Specials, mit Desmond Dekker und Special Beat)
- 1999: A Special Collection (UK: Silber)
- 1999: The Specials and Co (mit The Coventry Automatics und Special Beat)
- 2000: Stereo-Typical (A’s, B’s & Rarities) (3 CDs, UK: Silber)
- 2001: Archive Series
- 2003: The Best of the Specials
- 2005: The Ultra Selection
- 2006: Greatest Hits

### Singles
| Jahr | Titel Album                                                         | Höchstplatzierung, Gesamtwochen, AuszeichnungChartplatzierungen (Jahr, Titel, Album, Platzierungen, Wochen, Auszeichnungen, Anmerkungen) | Höchstplatzierung, Gesamtwochen, AuszeichnungChartplatzierungen (Jahr, Titel, Album, Platzierungen, Wochen, Auszeichnungen, Anmerkungen) | Höchstplatzierung, Gesamtwochen, AuszeichnungChartplatzierungen (Jahr, Titel, Album, Platzierungen, Wochen, Auszeichnungen, Anmerkungen) | Höchstplatzierung, Gesamtwochen, AuszeichnungChartplatzierungen (Jahr, Titel, Album, Platzierungen, Wochen, Auszeichnungen, Anmerkungen) | Anmerkungen                                                                              |
| Jahr | Titel Album                                                         | DE | AT | UK | US | Anmerkungen                                                                              |
| ---- | ------------------------------------------------------------------- | --- | --- | --- | --- | ---------------------------------------------------------------------------------------- |
| 1979 | Gangsters Specials                                                  | — | — | UK6 Silber · (12 Wo.)UK | — | Erstveröffentlichung: 30. März 1979 als The Special AKA                                  |
| 1979 | A Message to You Rudy / Nite Klub Specials                          | — | AT7 (8 Wo.)AT | UK10 Gold · (14 Wo.)UK | — | Erstveröffentlichung: 12. Oktober 1979 feat. Rico                                        |
| 1980 | Too Much Too Young Specials                                         | — | — | UK1 (10 Wo.)UK | — | Erstveröffentlichung: 18. Januar 1980 als The Specials AKA, Live-EP                      |
| 1980 | Rat Race / Rude Boys Outa Jail Specials                             | — | — | UK5 (9 Wo.)UK | — | Erstveröffentlichung: 16. Mai 1980                                                       |
| 1980 | Stereotype / International Jet Set More Specials                    | — | — | UK6 (8 Wo.)UK | — | Erstveröffentlichung: 12. September 1980                                                 |
| 1980 | Do Nothing / Maggie’s Farm More Specials                            | — | — | UK4 Silber · (11 Wo.)UK | — | Erstveröffentlichung: 12. Dezember 1980 feat. Rico mit The Ice Rink String Sounds        |
| 1981 | Ghost Town Singles                                                  | — | — | UK1 Platin · (14 Wo.)UK | — | Erstveröffentlichung: 12. Juni 1981                                                      |
| 1982 | The Boiler Stereo-Typical (A’s, B’s & Rarities)                     | — | — | UK35 (5 Wo.)UK | — | Erstveröffentlichung: 22. Januar 1982 Rhoda mit The Special AKA                          |
| 1982 | War Crimes (The Crime Remains the Same) Singles                     | — | — | UK84 (2 Wo.)UK | — | Erstveröffentlichung: 17. Dezember 1982                                                  |
| 1983 | Racist Friend / Bright Lights Singles / Complete John Peel Sessions | — | — | UK60 (3 Wo.)UK | — | Erstveröffentlichung: 26. August 1983 als The Special AKA                                |
| 1984 | Nelson Mandela Singles                                              | — | — | UK9 (13 Wo.)UK | — | Erstveröffentlichung: Februar 1984 als The Special AKA                                   |
| 1984 | What I Like Most About You Is Your Girlfriend Singles               | — | — | UK51 (5 Wo.)UK | — | Erstveröffentlichung: 3. August 1984 als The Special AKA                                 |
| 1993 | The 2 Tone EP –                                                     | — | — | UK30 (3 Wo.)UK | — | Erstveröffentlichung: September 1993 The Special AKA, Madness, The Selecter und The Beat |
| 1996 | Hypocrite Today’s Specials                                          | — | — | UK66 (2 Wo.)UK | — | Erstveröffentlichung: Januar 1996 feat. Kendell und Sheena Staple                        |
| 1996 | Pressure Drop Today’s Specials                                      | — | — | UK100 (1 Wo.)UK | — | Erstveröffentlichung: März 1996 feat. Sheena Staple und Kendell                          |

Weitere Singles
- 1980: Sock It to Them J.B.
- 1980: Hey, Little Rich Girl
- 1980: Braggin’ & Tryin’ Not to Lie (Roddy Radiation und The Specials feat. Paul Heskett)
- 1981: Concrete Jungle
- 1987: The Peel Sessions
- 1991: Ghost Town Revisited
- 1993: Jamaica Ska (mit Desmond Dekker)
- 1996: A Little Bit Me, a Little Bit You
- 1998: It’s You
- 2012: The Specials E.P. Live!
- 2014: Sock It to ’Em J. B. (Dub) / Rat Race (Dub)

### Videoalben
- 1989: Specials
- 2010: 30th Anniversary Tour – Special Edition

## Auszeichnungen für Musikverkäufe
| Goldene Schallplatte - Frankreich - 1980: für das Album Specials - Neuseeland - 1980: für das Album Specials - 1984: für die Single Nelson Mandela |

Anmerkung: Auszeichnungen in Ländern aus den Charttabellen bzw. Chartboxen sind in ebendiesen zu finden.
| Land/RegionAuszeichnungen für Musikverkäufe (Land/Region, Auszeichnungen, Verkäufe, Quellen) | Silber     | Gold     | Platin     | Verkäufe  | Quellen         |
| -------------------------------------------------------------------------------------------- | ---------- | -------- | ---------- | --------- | --------------- |
| Frankreich (SNEP)                                                                            | —          | Gold1    | —          | 100.000   | infodisc.fr     |
| Neuseeland (RMNZ)                                                                            | —          | 2× Gold2 | —          | 20.000    | Einzelnachweise |
| Vereinigtes Königreich (BPI)                                                                 | 6× Silber6 | 5× Gold5 | 2× Platin2 | 2.540.000 | bpi.co.uk       |
| Insgesamt                                                                                    | 6× Silber6 | 8× Gold8 | 2× Platin2 |           |                 |

## Audios
- Britische Band The Specials Nimmermüde Ska-Aktivisten, von Marcel Anders, Deutschlandfunk 21. Juli 2019
- The Specials – „Encore“ Wieder auf den Schachbrettern, die die Ska-Welt bedeuten, von Amy Zayed, Deutschlandfunk vom 9. Februar 2019